# Kurate-gun

Landkreis Kurate seit 2006 in der Präfektur Fukuoka

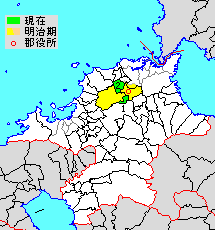
Landkreis Kurate in der Präfektur Fukuoka in der Meiji-Zeit

Kurate (jap. 鞍手郡 Kurate-gun) ist ein Landkreis in der Präfektur Fukuoka in Japan. 
Zum 1. September 2020 hatte er 21.979 auf einer Fläche von 49,88 km².

## Geschichte
Wakamiya und Miyata schlossen sich am 11. Februar 2006 zusammen um die kreisfreie Stadt Miyawaka zu gründen.

## Gemeinden und Dörfer
- Kotake
- Kurate